# Narew Nationalpark
Narew Nationalpark (polsk: Narwiański Park Narodowy) er en nationalpark i Podlaskie Voivodeship, det nordøstlige Polen, oprettet i 1996.

## Geografi
Parken er 35 km sektion af Narew-floden. Det er en sumpet dal med morænebakker, der er typiske for en forgrenet flod. Afhængig af årstiden og niveauet af grundvandsspejlet er der flere vandløbsnære økosystemer i området, herunder sumpe, tuer med omgivende rødel og skovområder med hvidpil. Parkens samlede areal er 73,5 km2 hvoraf kun 20,75 km2 er statsejet, mens resten er privatejet.
Parken dækker den øvre Narew-dal, et sumpet område mellem byerne Suraz og Rzedziany. Omkring 90 % af parkens areal er enten sumpe eller vande med Narew som hovedfloden, der deles  i mange flodlejer i området, men også adskillige mindre floder, såsom Liza, Szeroka Struga, Awissa, Kurówka, Kowalówka, Turośnianka og Czaplinianka.

## Natur og fauna
Parkens landskab består overvejende af mange slags sump, rørskov, og der er også enge og skove. Narew-dalen er et tilflugtssted for fugle – der er 179 arter af dem, inklusive dem, der er unikke for området. Pattedyr er repræsenteret af omkring 40 arter, blandt dem nogle elge og oddere samt adskillige bævere – omkring 260 af dem. Parkens farvande er fyldt med fisk – 22 arter – samt padder. Parken er et vådområde, der er beskyttet under Ramsar-konventionen.
Parkens kulturelle attraktioner er hovedsageligt repræsenteret af bygninger som talrige traditionelle landsbyhytter, gamle kryds ved veje og vindmøller. En af parkens attraktioner er et privat arkæologisk museum, der ejes af Władysław Litwinczuk. Parken inkluderer også en antik herregård ved Kurowo.
Parken har sit hovedkvarter i landsbyen Kurowo. Dens bufferzone inkluderer et mindre strengt beskyttet område kaldet Narew Landskabspark.